# Klotz (Patriziergeschlecht)

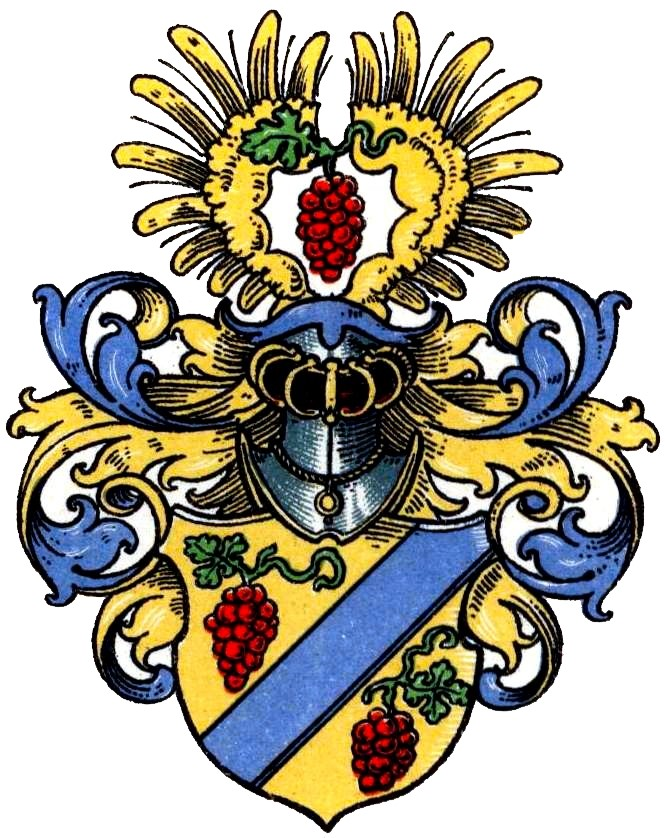
Wappen der Klotz im Wappenbuch des Westfälischen Adels

Klotz (auch Klotzius, Clotz, Clotzen o. ä.) ist der Name eines westfälischen Patriziergeschlechts.
Die hier behandelte Familie ist von dem mecklenburgischen Adelsgeschlecht derer von Klotz zu unterscheiden. Auch die beiden hessischen Kanzler und Brüder Johannes Clotz und Siegfried Clotz sind einem anderen Geschlecht zuzurechnen. 

## Geschichte
Das Geschlecht war zunächst in Paderborn ansässig, bevor es ca. 1600 mit einer Linie in Lippstadt und einer anderen in Soest erscheint. Während die Lippstädter Klotz mehrere Pfarrerstellen innehatten, waren die Soester Klotz vielfach Juristen. Gerhard Klotz (* um 1579, † 1650) arbeitete als Jurist zunächst in Speyer. 1607 übernahm er das Soester Stadtsyndikat und war ab 1629 mehrfacher Soester Bürgermeister. Er war in erster Ehe mit Ursula Hottope gen. Bertrams, Witwe des Stadtsekretärs Peter Merckelbach, und in zweiter, kinderlosen Ehe mit der Witwe Elisabeth von Heerde, geb. von Bockum-Dolffs, verheiratet. Sein Sohn Gerhard (1613–1680) war ebenfalls vielfacher Soester Bürgermeister. Aus dessen Ehe mit Elisabeth Woesthoff stammte Otto Gerhard Klotz (1663–1715), der Mitglied der Stalgadum-Gesellschaft und wie Vater und Großvater mehrfacher Soester Bürgermeister war. Otto Gerhard war in erster Ehe mit Anna Juliane, Tochter des Soester Bürgermeisters Andreas Dietrich von Damm, und in zweiter Ehe mit Anna Elisabeth von Husen aus Hamm verheiratet. Mit den aus den beiden Ehen stammenden Söhnen vollzog sich ein sozialer Abstieg der Familie, die noch in der ersten Hälfte des 18. Jahrhunderts aus dem Soester Patriziat ausschied.

## Persönlichkeiten
- Gerhard Klotz (* um 1579, † 1650), Soester Bürgermeister 1629–1631, 1635–1637, 1638–1640, 1641–1643, 1644–1646, 1648–1650
- Gerhard Klotz (1613–1680), Sohn von Gerhard Klotz († 1650), Soester Bürgermeister 1667–1669, 1670–1672, 1674–1676, 1678–1680
- Otto Gerhard Klotz (1663–1715), Sohn von Gerhard Klotz (1613–1680), Soester Bürgermeister 1706–1708, 1712–1715
- Stephan Klotz (1606–1668), evangelisch-lutherischer Professor für Theologie, 1636–1668 Generalsuperintendent der königlichen Anteile der Herzogtümer Schleswig und Holstein

## Wappen
Blasonierung: In Gold ein blauer Schräglinksbalken, auf beiden Seiten von einer roten Traube mit grünem Blatt begleitet. Auf dem Helm ein offener, goldener Flug, dazwischen die Traube. Die Helmdecken sind blau-golden.